# Alireza Haghighi
Alireza Haghighi (persisch علیرضا حقیقی, DMG ʿAlīreżā Ḥaqīqī; * 2. Mai 1988 in Teheran) ist ein iranischer Fußballspieler.

## Vereinskarriere

### Persepolis Teheran
Haghighi begann seine Profikarriere bei Persepolis Teheran, für dessen erste Mannschaft er am 17. Oktober 2006 im Spiel gegen Saipa debütierte. Er wurde nach einem Platzverweis für den Stammtorhüter Farshad Karimi eingewechselt. In der Saison 2008/09 wurde er zum Stammtorhüter des Vereins, nachdem die anderen beiden Torhüter verletzt ausfielen. Diesen Stammplatz konnte er auch über die Saison hinaus behaupten und wurde in der Saison 2010/11 zum jüngsten Kapitän des Vereins aller Zeiten.

### Stationen in Europa
Im Januar 2013 unterschrieb Haghighi einen Vier-Jahres-Vertrag bei Rubin Kasan und war damit der erste iranische Torhüter im europäischen Profi-Fußball. In Russland konnte er sich jedoch nicht durchsetzen und wurde für ein halbes Jahr an seinen alten Club ausgeliehen. Zurück in Teheran konnte er sich nicht wieder etablieren und kam lediglich zu drei Einsätzen in der AFC Champions League. Nach Ablauf der Leihe kehrte er zunächst nach Russland zurück, wurde jedoch im Februar 2014 direkt wieder an SC Covilhã verliehen. In der zweiten portugiesischen Liga setzte er sich erneut als Stammtorhüter durch und kam zu zwölf Einsätzen.

## Nationalmannschaft
Nachdem Haghighi diverse Jugendnationalmannschaften des Irans durchlaufen hatte, kam er am 5. Oktober 2011 zu seinem Debüt in der A-Nationalmannschaft, als er beim 7:0-Sieg im Freundschaftsspiel gegen Palästina eine Halbzeit spielte. Am 1. Juni 2014 wurde er von Nationaltrainer Carlos Queiroz in den Kader des Irans für die Weltmeisterschaft in Brasilien berufen. Er absolvierte alle drei Vorrundenspiele. 2016 wurde er aus der Nationalmannschaft entlassen, da er bereits einige Monate ohne Club war.

## Erfolge
- Iranischer Pokalsieger 2008/09, 2010/11